# 母なる祖国像
座標: 北緯48度44分32.5秒 東経44度32分13秒 / 北緯48.742361度 東経44.53694度

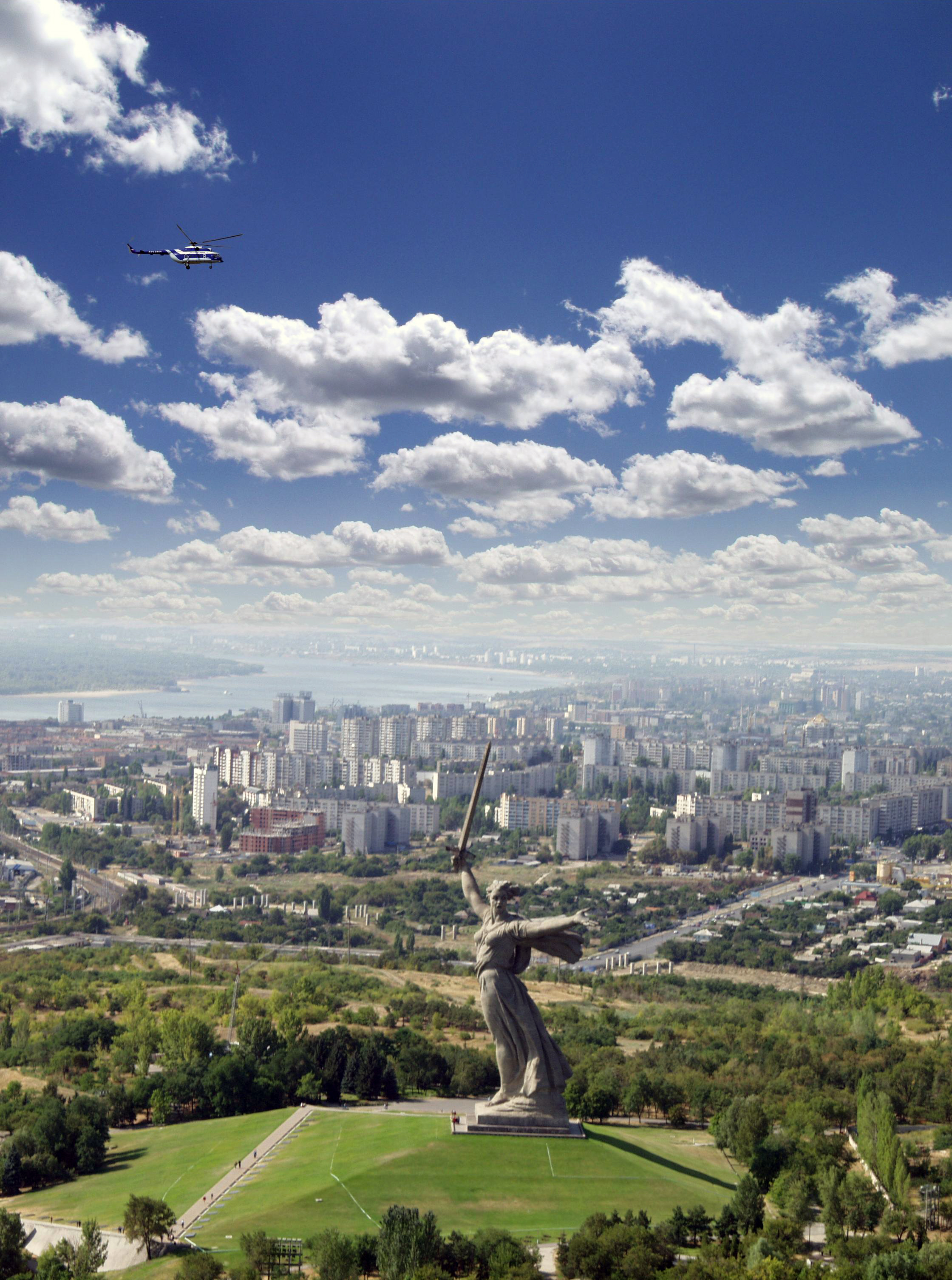
母なる祖国像

母なる祖国像（ロシア語: Скульптура «Родина-мать» ）はロシア・ヴォルゴグラード（旧スターリングラード）のママエフの丘にスターリングラード攻防戦を記念して建てられた巨像。剣の先端から台座の天面まで85mあり、1967年の建造時は世界一の巨像であった。
女性像だけでも52m高、剣の長さは33mに及ぶ。ママエフの丘には、200日に及んだスターリングラード攻防戦を象徴する200段の階段が備え付けられている。7900トンのコンクリート製彫刻は、セルビア系のロシア人彫刻家、エヴゲーニイ・ヴチェーチチが中心となって作り上げ、主要な構造設計はニコライ・ニキーチンによって行われた。巨像はヴォルゴグラード州旗、および州章にデザインされている。女性像のモデルとなったのは地元女性、ヴァレンティナ・イゾトヴァであり、1960年代初めに記念碑群の作業に取りかかっていたレフ・マイストリェンコによってスカウトされた。
女性像の膨らんだ上衣はサモトラケのニケ像の翼が参考にされたという説がある。ソ連軍元帥であったワシーリー・チュイコフや、スターリングラード攻防戦で257人のナチス・ドイツ兵を狙撃し殺害したヴァシリ・ザイツェフらはこの地に埋葬されている。
巨像の地下には近年、地下水位の大幅な変動が見られ、基礎を揺るがし巨像は急速に傾いてきているという。像の基礎はその重量だけで保持されているため、将来的な崩壊が危惧されている。